# Município de Washington (condado de Mercer, Ohio)
O município de Washington (em inglês: Washington Township) é um município localizado no condado de Mercer no estado estadounidense de Ohio. No ano de 2010 tinha uma população de 1.190 habitantes e uma densidade populacional de 12,63 pessoas por km².

## Geografia
O município de Washington encontra-se localizado nas coordenadas 40° 30′ 31″ N, 84° 44′ 47″ O. Segundo o Departamento do Censo dos Estados Unidos, o município tem uma superfície total de 94.19 km², da qual 94,11 km² correspondem a terra firme e (0,09 %) 0,08 km² é água.

## Demografia
Segundo o censo de 2010, tinha 1.190 habitantes residindo no município de Washington. A densidade populacional era de 12,63 hab./km². Dos 1.190 habitantes, o município de Washington estava composto pelo 97,23 % brancos, o 0,17 % eram afroamericanos, o 0,17 % eram amerindios, o 0,34 % eram asiáticos, o 0,84 % eram de outras raças e o 1,26 % eram de uma mistura de raças. Do total da população o 1,85 % eram hispanos ou latinos de qualquer raça.